# Auerbach (Schlattein)
Der Auerbach ist ein linker Nebenfluss der Schlattein im Landkreis Neustadt an der Waldnaab.

## Flussverlauf
Der Auerbach entspringt an den Nordosthängen von Im Elm und Kirchholz.
Er fließt dann im Bogen nach Westen am Nordrand von Kirchholz, Steinholz, Ziegenholz entlang.
Nordwestlich des Ziegenholzes mündet er von links in die Schlattein.
Auf seinem Lauf nimmt der Auerbach einige kleine unbenannte Rinnsale und Bächlein von links und rechts auf.